# Fièvre méditerranéenne
Pour plus de détails, voir Fiche technique et Distribution.
Fièvre méditerranéenne (حمى البحر المتوسط, Ḥummā al-baḥr al-Mutawassiṭ) est une comédie noire réalisée par Maha Haj, sorti en 2022. Tourné à Haïfa en Israël, le film est une coproduction entre la Palestine, le Qatar, Chypre, l'Allemagne et la France. Le film est dédié à la journaliste assassinée Shireen Abu Akleh,.
Le film a été présenté en avant-première dans la section Un certain regard du 75e Festival de Cannes le 25 mai 2022, où il a remporté le prix du meilleur scénario. Il est présenté par la Palestine à la 95e cérémonie des Oscars pour l'Oscar du meilleur film en langue étrangère, mais n'a pas été retenu comme candidat.

## Fiche technique
- Titre français : Fièvre méditerranéenne[5]
- Titre original arabe : حمى البحر المتوسط[6],Ḥummā al-baḥr al-Mutawassiṭ
- Titre allemand : Mediterranean Fever
- Réalisation : Maha Haj
- Scénario : Maha Haj
- Photographie : Antoine Héberlé
- Montage : Véronique Lange
- Musique : Munder Odeh
- Production : Baher Agbariya, Martin Hampel, Thanassis Karathanos (el), Juliette Lepoutre, Pierre Menahem, Marios Piperides, Laura Samara, Janine Teerling
- Société de production : Majdal Films, Pallas Film, Still Moving, Amp Filmworks
- Société de distribution : Dulac Distribution (France)
- Pays de production :  Palestine -  Chypre -  France -  Qatar -  Allemagne
- Langue originale : arabe, hébreu, anglais
- Format : couleurs - 1,85:1 - Son Dolby Digital
- Genre : comédie noire
- Durée : 108 minutes
- Dates de sortie : 
  - France : 25 mai 2022 (Festival de Cannes 2022) ; 14 décembre 2022 (sortie nationale)

## Distribution
- Amer Hlehel : Walid
- Ashraf Farah : Jalal
- Anat Hadid (he) : Ola
- Samir Elias
- Cynthia Saleem
- Shaden Kanboura

## Accueil critique
Selon Hélène Marzolf dans Télérama, « S’il aborde, en toile de fond, le conflit israélo-arabe, le film tire, avant tout, le fil de questionnements existentiels et moraux autour du libre arbitre, se concentre sur les remises en cause intimes de protagonistes cruellement pris au piège… ».
Tim Grierson de Screen Daily a écrit que l'histoire est bien mince mais heureusement portée par les prestations de Hlehel et Farah, « qui dépeignent habilement des hommes aux prises avec des luttes secrètes qu'ils ne peuvent pas toujours exprimer ».